# Youcef Abdjaoui
 (novembre 2021).
Si vous disposez d'ouvrages ou d'articles de référence ou si vous connaissez des sites web de qualité traitant du thème abordé ici, merci de compléter l'article en donnant les références utiles à sa vérifiabilité et en les liant à la section « Notes et références ».
Youcef Abdjaoui, de son vrai nom Mohand-Arezki Aliouche, né le 16 décembre 1932 à Aït Allouane (Akfadou) et décédé le 28 octobre 1996 à Paris, est un chanteur et musicien algérien d'expression kabyle.

## Biographie
Youcef Abdjaoui est né le 16 décembre 1932 à Aït Allouane dans la commune d'Akfadou. Il débute la musique sous le pseudonyme de Youcef Abdjaoui. Il fut repéré par le Cheikh Sadek Abdjaoui qui lui donna cette chance de s'exprimer sur les ondes de la radio Soummam qui émettait déjà en 1947. Dix ans après, il enregistre son premier disque en 1958 à Alger où il évoquait la vie et ses aléas. Un ouvrage qui le hissa pour intégrer l'orchestre de Amraoui Missoum en tant que chanteur-compositeur et surtout musicien car il jouait de la mandole et la guitare sèche. 
Avec le déclenchement de la Guerre d'Algérie, il rejoint la troupe de Farid Ali avec laquelle il entama une tournée dans plusieurs pays d'Europe. « Les uns font la guerre avec des fusils, moi je la fais avec ma guitare » répétait-il. Après la guerre, il rentre au pays où il fut responsable d'un orchestre de « variétés kabyles » à la Radio nationale, sur la Chaine II, jusqu'en 1969. Cette année là, il avait décidé de repartir  en France où il poursuivra sa carrière musicale. 
En somme, pendant trente années de carrière, Youcef Abdjaoui a chanté surtout sur l'amour qu'il portait pour sa première femme d'Akfadou avant qu'ils ne soient séparés par leurs familles, ainsi que sur la jeunesse, l'espoir, la vie, la patrie, la trahison, le nif (l'honneur et la dignité) et la misère. Autant de facettes de ce bas monde.
Gravement malade, Youcef Abdjaoui est mort à Paris le 24 octobre 1996.